# Will Christopher Baer
Pour les articles homonymes, voir Baer.
Will Christopher Baer, né en 1966 au Mississippi, est un écrivain américain, auteur de roman policier.

## Biographie
Né au Mississippi, il passe une partie de son enfance à Montréal, au Canada, et en Italie. Il fait une bonne partie de ses études dans un High School de Memphis au Tennessee, avant de s'inscrire un temps à l'université Tulane à La Nouvelle-Orléans. Il obtient toutefois son baccalauréat de l'université de Memphis. Il réside au début des années 1990 dans l'Oregon, puis décroche, en 1995, une maîtrise de la Jack Kerouac School de Boulder, au Colorado. 
Entre 1999 et 2004, il publie une trilogie romanesque ayant pour héros Phineas Poe, un ancien policier de Denver qui se trouve toujours mêlé à des affaires criminelles cauchemardesques. Le nom du héros fait référence à Phinéas, un grand prêtre d'Israël qui se pose en justicier dans la Bible, et à Edgar Allan Poe, écrivain américain et maître du récit fantastique.

## Œuvre

### Romans

#### TrilogiePhineas Poe
- Kiss Me, Judas (1999) Publié en français sous le titre Embrasse-moi, Judas, Paris, Joëlle Losfeld (2002)  (ISBN 2-84412-120-9) ; réédition Gallimard, coll. « Folio policier » no 632 (2011)  (ISBN 978-2-07-044350-5)
- Penny Dreadful (2000)
- Hell's Half Acre (2004)

#### Autres romans
- Sometimes Rachel (1994) - court roman
- Godspeed (2008)